# EL Большой Медведицы
EL Большой Медведицы (лат. EL Ursae Majoris) — карликовая новая, двойная катаклизмическая переменная звезда типа U Близнецов (UG:) в созвездии Большой Медведицы на расстоянии (вычисленном из значения параллакса) приблизительно 1478 световых лет (около 453 парсеков) от Солнца. Видимая звёздная величина звезды — от +19m до +14m.

## Характеристики
Первый компонент — аккрецирующий белый карлик.